# Mimotetrorea
Mimotetrorea is een kevergeslacht uit de familie van de boktorren (Cerambycidae). De wetenschappelijke naam van het geslacht werd voor het eerst geldig gepubliceerd in 1973 door Breuning.

## Soorten
Mimotetrorea is monotypisch en omvat slechts de volgende soort:
- Mimotetrorea spinipennis Breuning, 1973